# Medienwiedergabe
Die Medienwiedergabe (englisch Media Player) war ein von Microsoft entwickeltes Audio- und Videoabspielprogramm, welches mit verschiedenen Microsoft-Windows-Versionen mitgeliefert wurde.
Er wurde erstmals als Bestandteil von Windows 3.0 mit Multimedia Extensions 1.0 veröffentlicht. Bis Windows 95 war die Medienwiedergabe das Standardprogramm zum Abspielen von Audio- und Videodateien, ab Windows 98 wurde er dann vom Windows Media Player abgelöst, er wurde aber noch bis Windows XP mitgeliefert. Im Gegensatz zu seinem Nachfolger bietet die Medienwiedergabe die Möglichkeit, die Ausgabe an ein bestimmtes Gerät zu senden, so können z. B. MIDI-Dateien an einen Sequenzer geschickt werden.
In neueren Windows-Versionen (ab Windows Vista) ist die Medienwiedergabe nicht mehr vorhanden, läuft aber noch, wenn man die mplay32.exe aus einer älteren Windows-Version kopiert.
Als freie Software entstand in bewusster Anlehnung an die Medienwiedergabe und als dessen Weiterentwicklung der Media Player Classic.